# Wudaokou

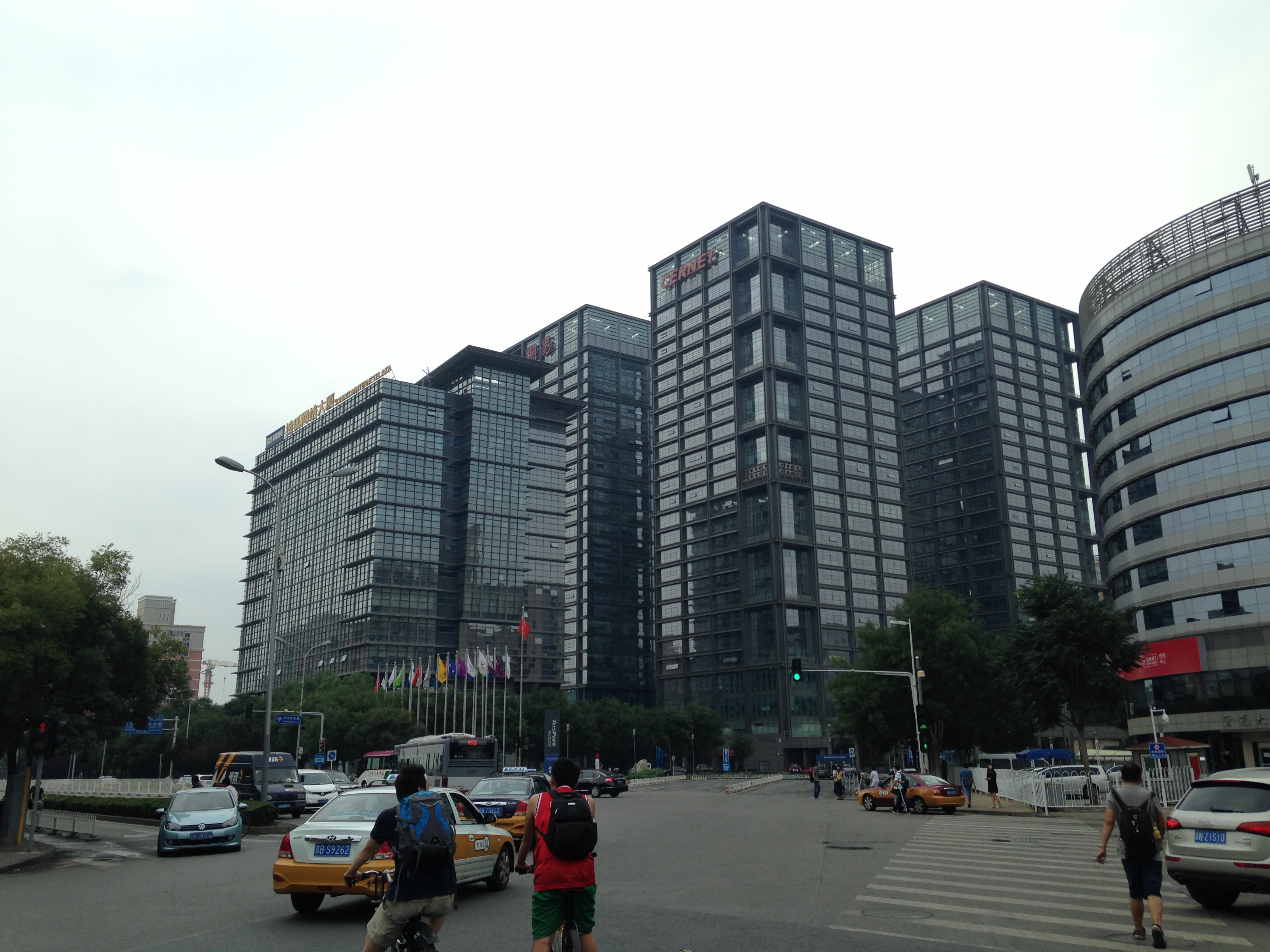
Chengfuvägen i Wudaokou.

Wudaokou (五道口; Wǔdàokǒu) är en stadsdel i Haidiandistriktet i Peking i Kina. Wodaokou är benämningen på området runt korsningen mellan Chengfuvägen (成俯路) och Pekings tunnelbana Linje 13 och ligger 11 km nordväst om Himmelska fridens torg utanför norra Fjärde ringvägen
Runt Wudaokou finns en betydande del av Pekings universitet såsom Pekinguniversitetet, Tsinghuauniversitetet, Beihanguniversitetet, Pekings språk- och kulturuniversitet, Pekings skogsbruksuniversitet, Pekings teknikvetenskapliga universitet och Pekings geovetenskapliga universitet där Pekinguniversitetet och Tsinghuauniversitetet är rankade som Kinas främsta. På grund av den stora mängden universitet i området bor det mer än 30 000 utländska studenter i Wudaokou varav studenter från Sydkorea är i majoritet.